# Кастеллеоне
Кастеллеоне (італ. Castelleone) — муніципалітет в Італії, у регіоні Ломбардія,  провінція Кремона.
Кастеллеоне розташоване на відстані близько 440 км на північний захід від Рима, 50 км на схід від Мілана, 28 км на північний захід від Кремони.
Населення — 9537 осіб (2014).
Щорічний фестиваль відбувається 11 травня (Anniversario apparizione Maria a Domenica Zanenga). Покровитель — S.S. Filippo e Giacomo..

## Демографія
Населення за роками:

Станом на 1 січня 2023 року в муніципалітеті офіційно проживало 1027 іноземців з 49 країн, серед них 341 громадянин країн Євросоюзу та 12 громадян України.

## Сусідні муніципалітети
- Каппелла-Кантоне
- Фієско
- Гомбіто
- Іцано
- Мадіньяно
- Рипальта-Арпіна
- Сан-Бассано
- Сорезіна
- Триголо